# Île Prater
Pour les articles homonymes, voir Prater.
L'île Prater (Praterinsel) est l'une des deux îles sur l'Isar à Munich, l'autre étant l'Île aux Musées. L’île a une superficie de 3,6 hectares avec une longueur de 524 mètres et une largeur maximale de 95 mètres.  

## Géographie
L'île est reliée au reste de la ville par un pont routier, le pont Maximilien, ainsi que par trois ponts piétonniers : sur la rive est de l'Isar par le pont Kabelsteg et sur la rive ouest par le Mariannenbrücke (de) et le Praterwehrbrücke (de).

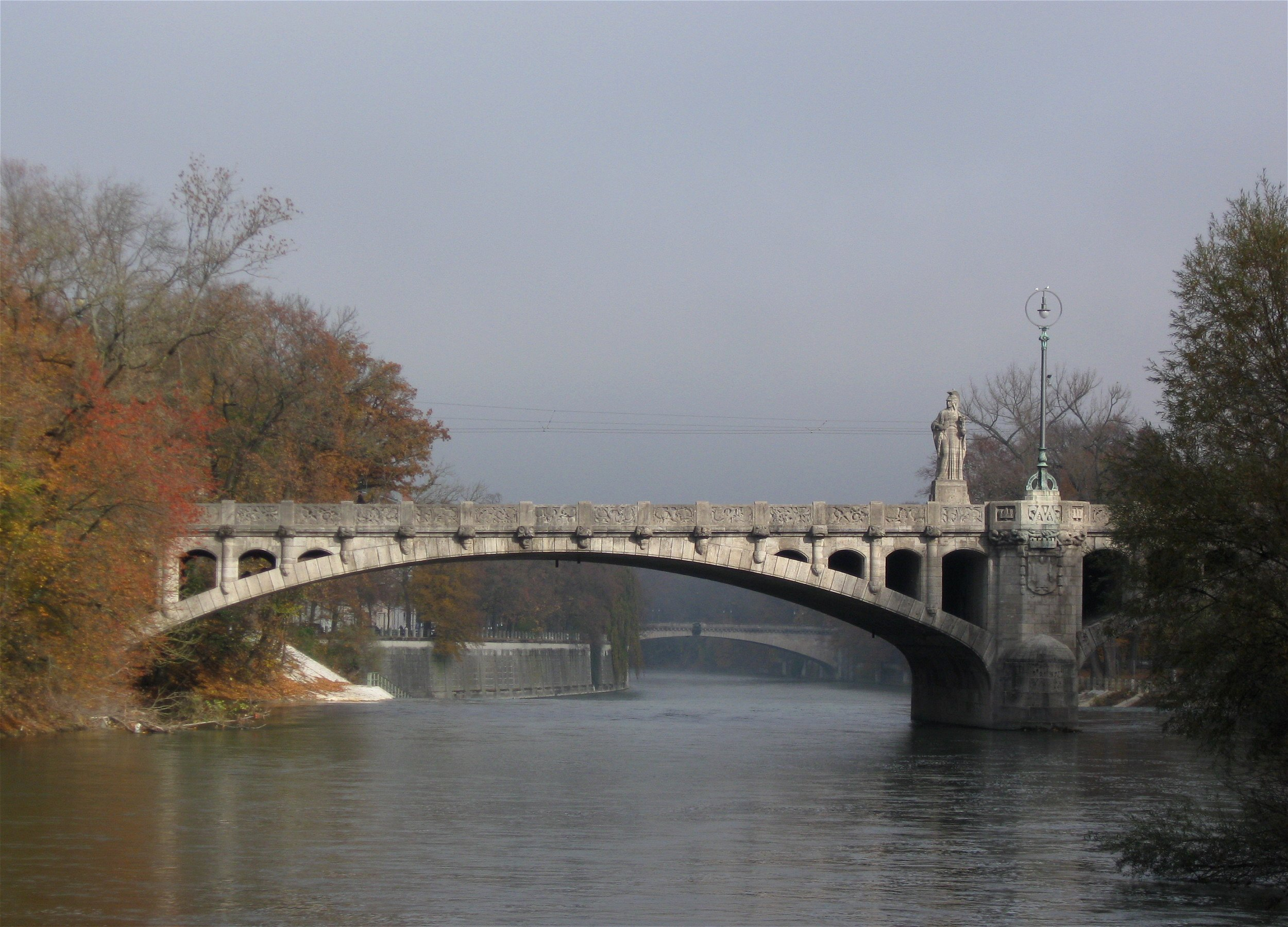
Pont Maximilien
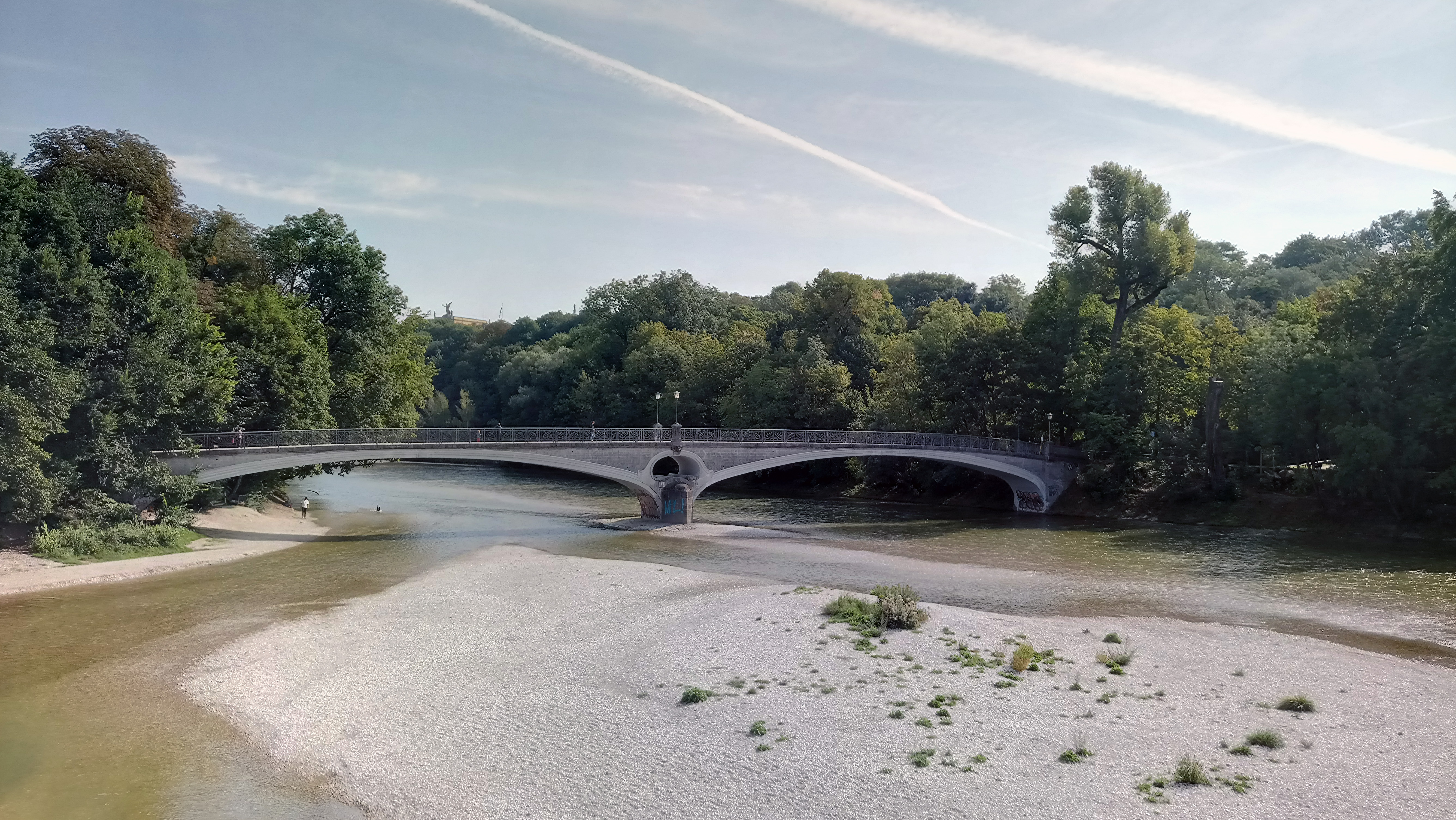
Pont Kabelsteg
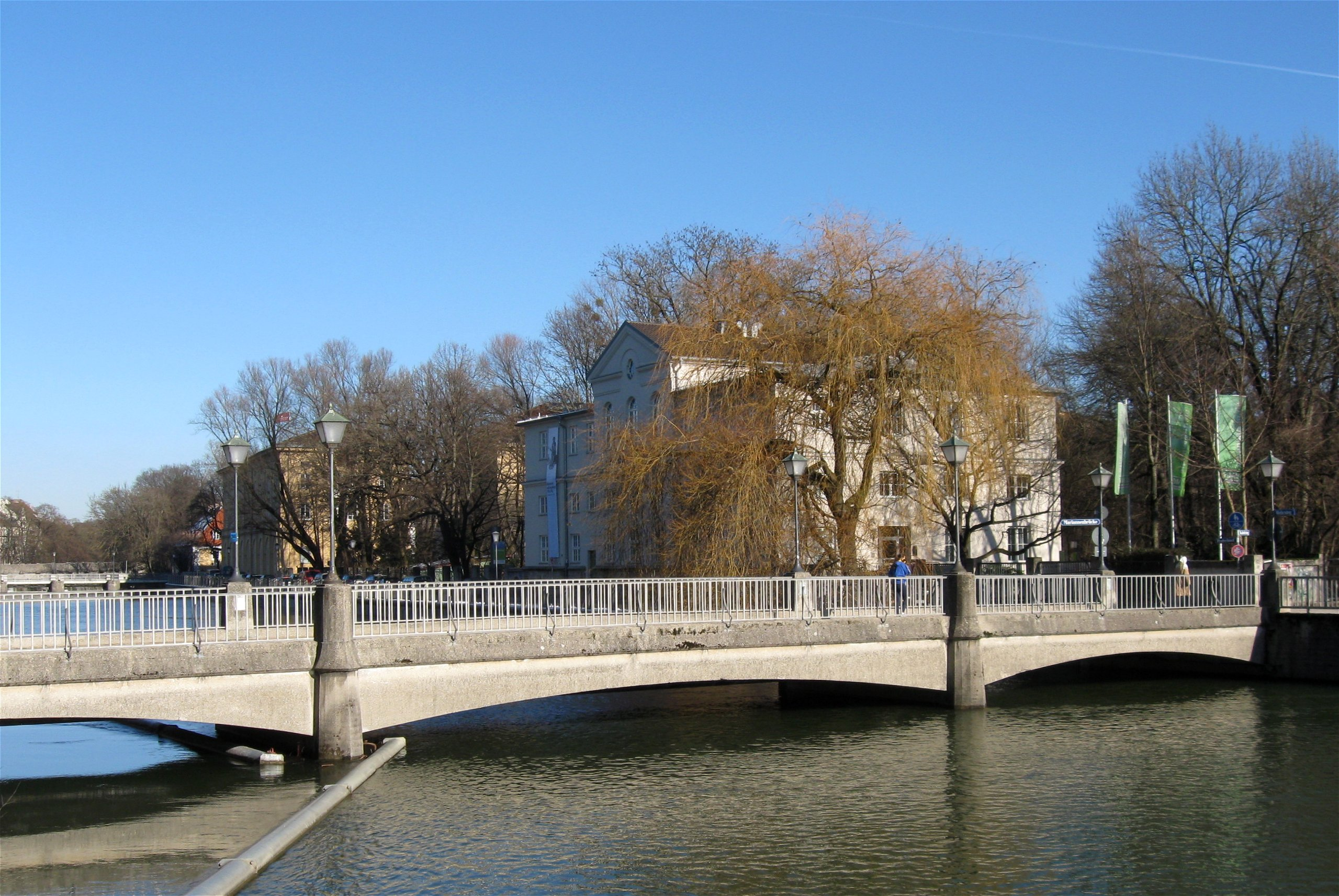
Mariannenbrücke
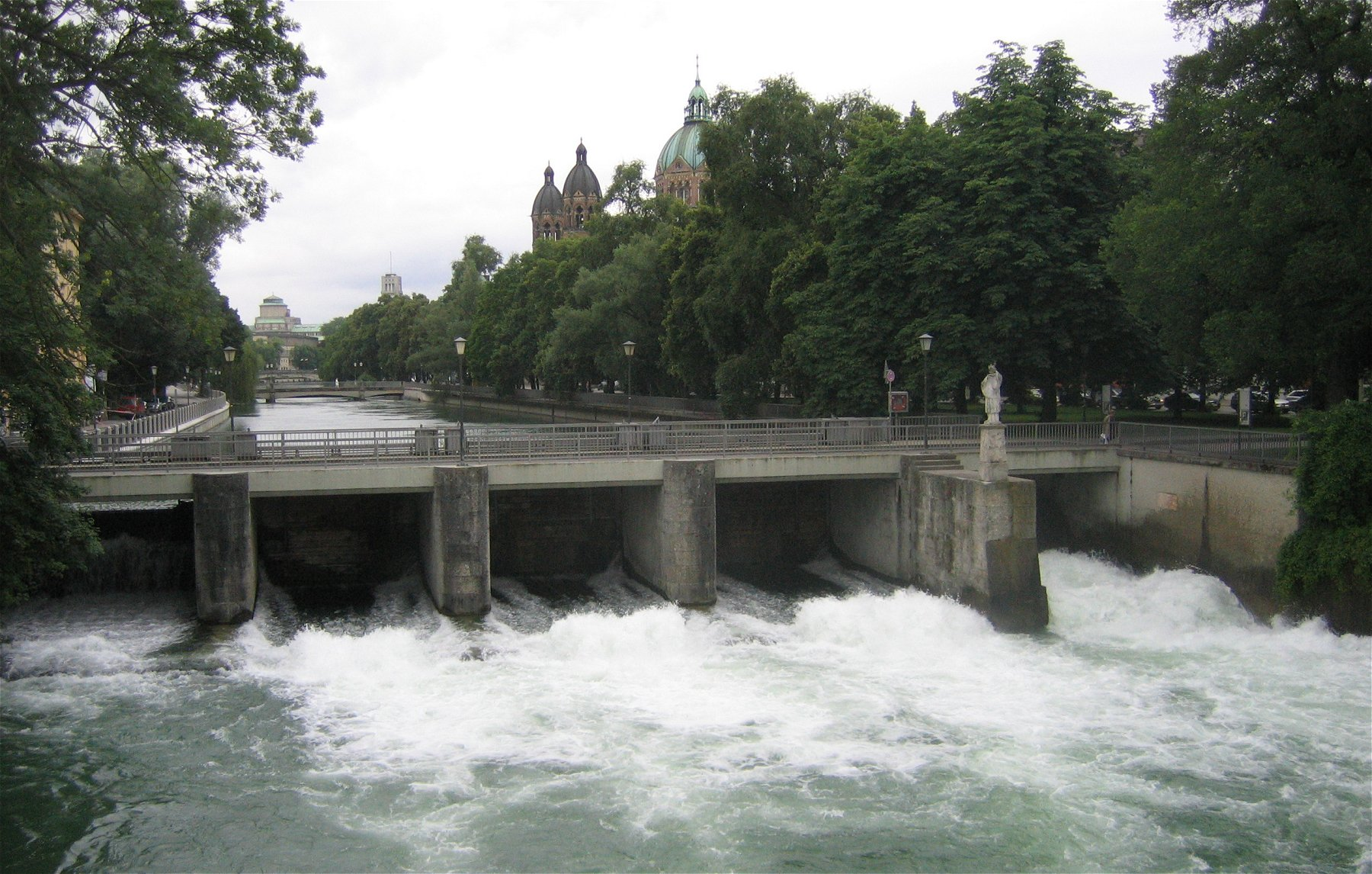
Praterwehrbrücke

Le pont-barrage Wehrsteg permet de rallier l'île aux Musées.

## Histoire
Depuis 1911, l'île abrite le Musée alpin de Munich. 

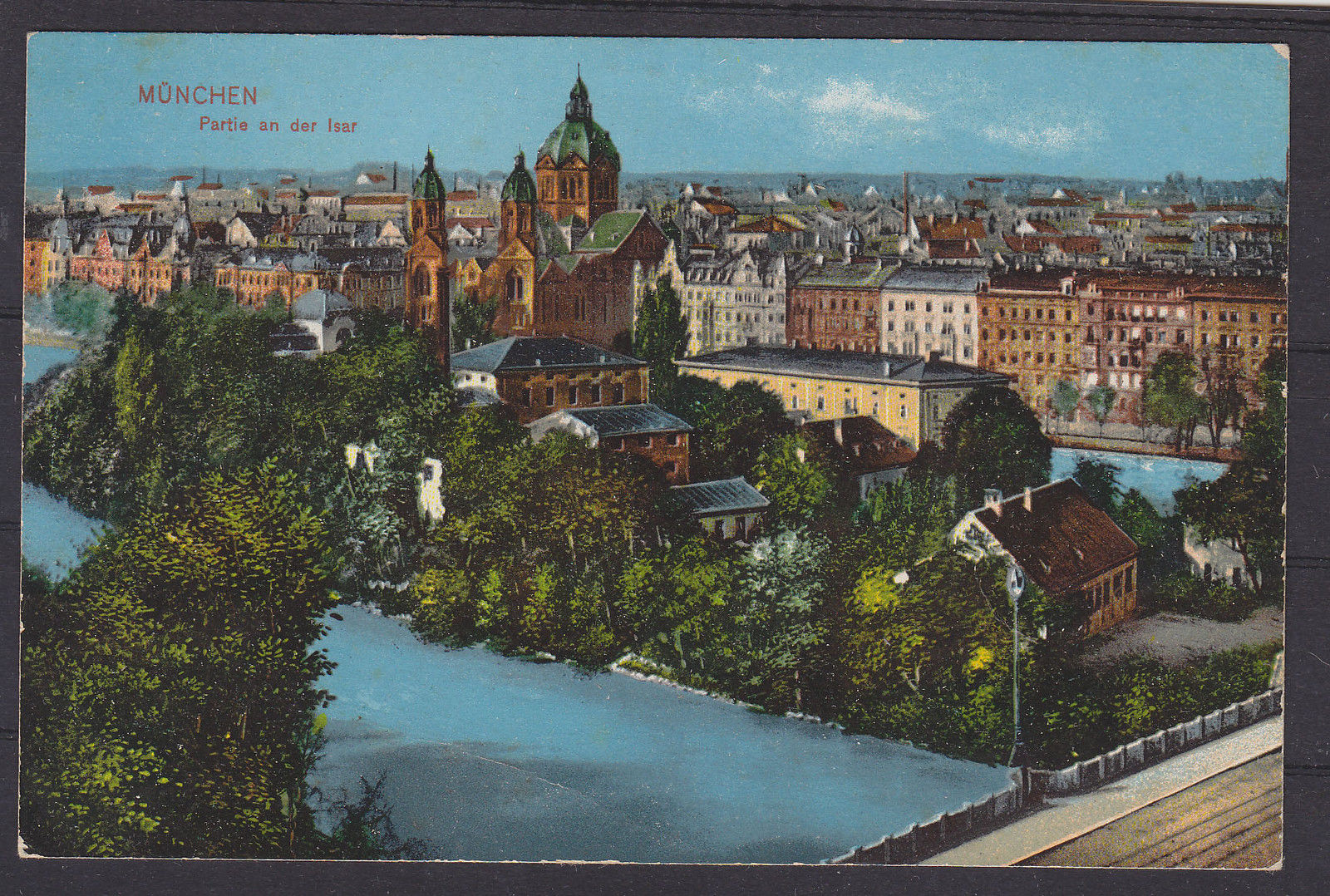
Carte postale ancienne de l'île
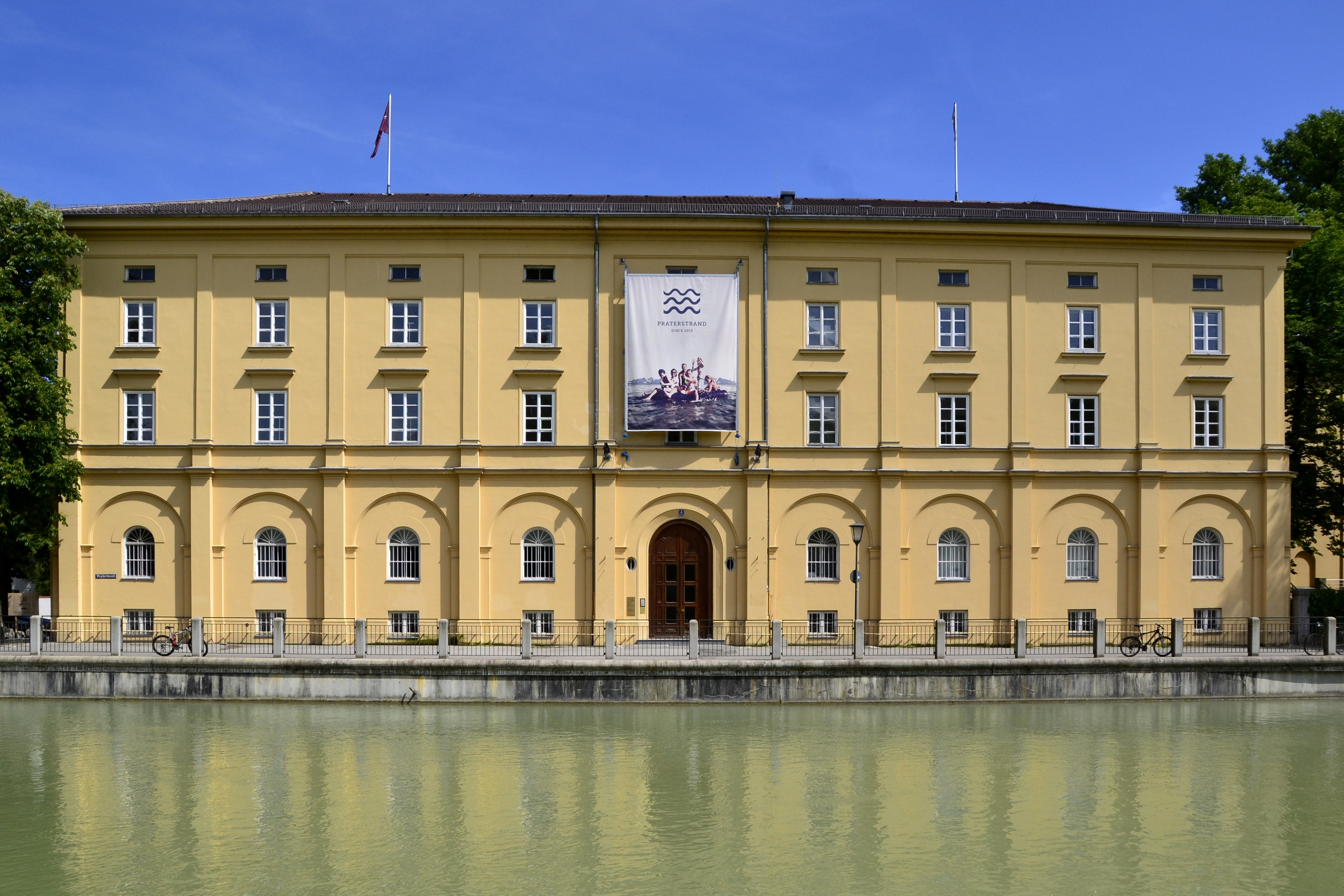
L'ancienne fabrique de liqueurs
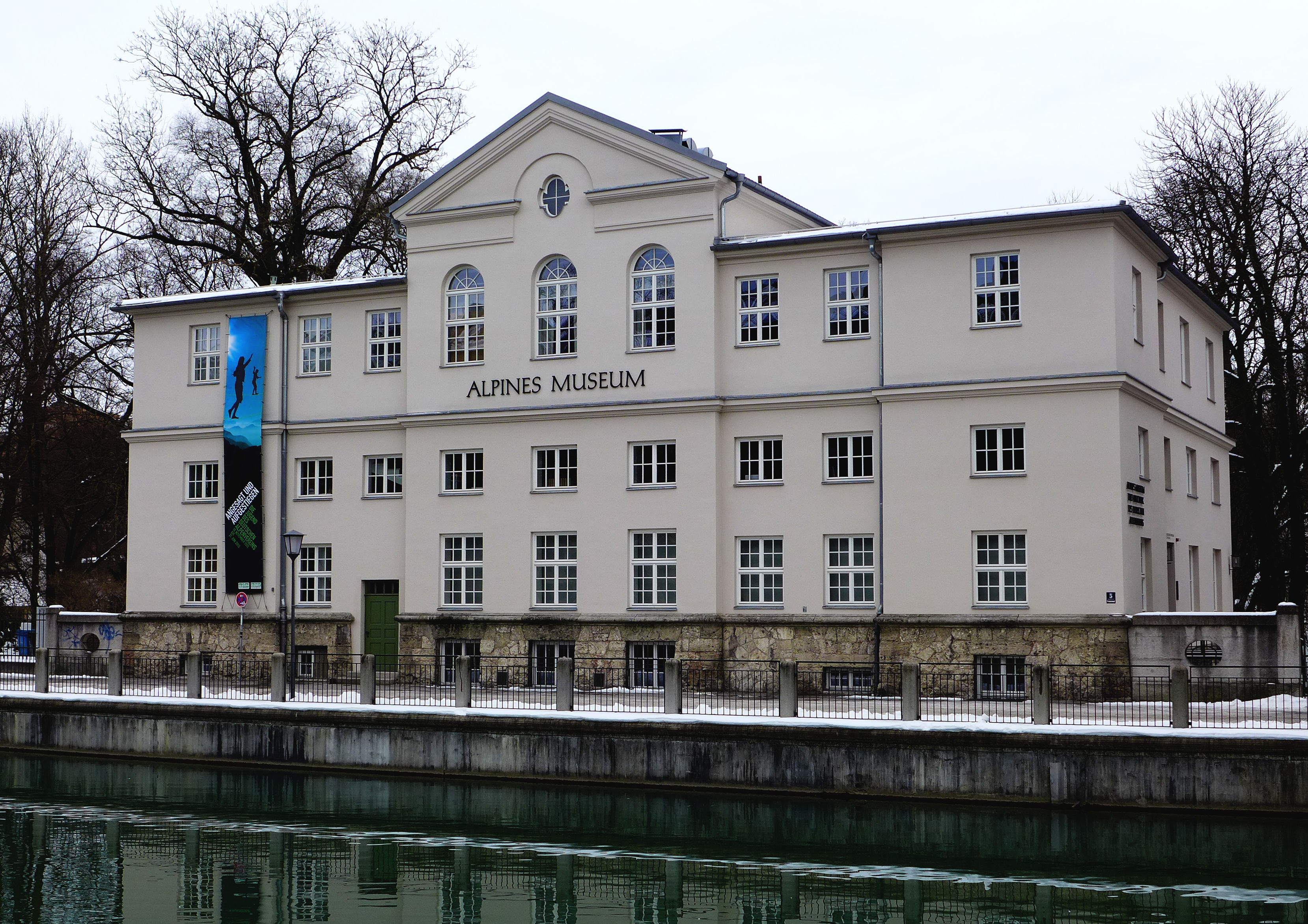
Façade du Musée Alpin